# 個電
個電（こでん）とは、個人が使う電気製品のことである。居間などに設置され、家族など大勢での使用が可能な家電に対し、主に1人での使用を主眼において開発されている。

## 個電の例
- ポータブルDVDプレーヤー
- ポータブルテレビ
- 電子ブックリーダー
- 携帯電話
- 携帯ラジオ
- ポータブルメディアプレーヤー
- MP3プレーヤー